# 高山温泉ふれあいプラザ

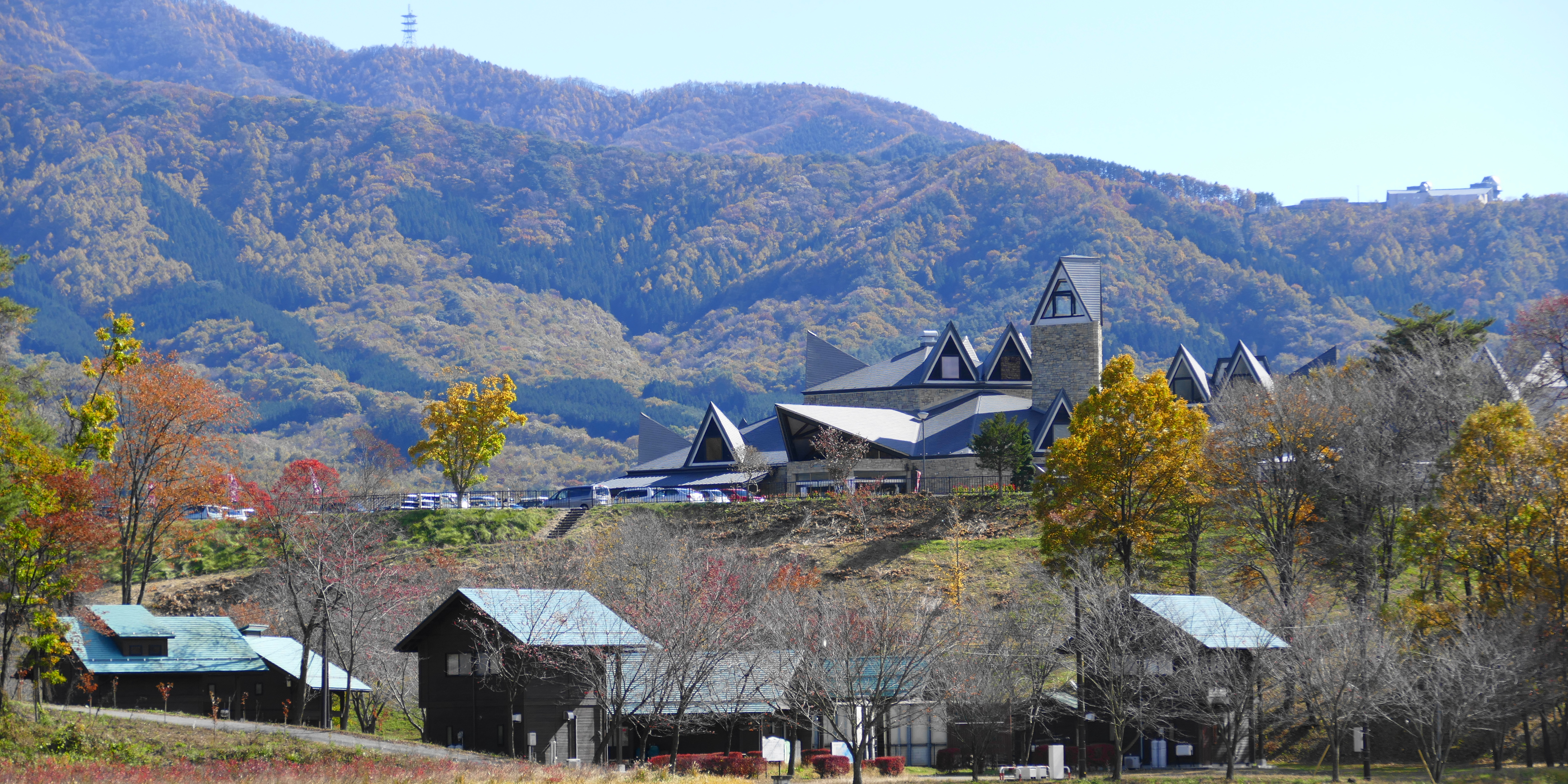
手前：森のコテージ、奧：ふれあいプラザ

高山温泉ふれあいプラザ（たかやまおんせんふれあいプラザ）は、群馬県吾妻郡高山村にある日帰りの大型スパ施設。日本ロマンチック街道（国道145号）・中山交差点の真南方向に位置し、2014年4月に群馬県道36号渋川下新田線の道の駅中山盆地としてグランドオープンした。

## 概要
高山村内唯一の温泉プールを備えた大型スパ施設。源泉は高山温泉「いぶきの湯」と「ロマンの湯」を使用。森のコテージを併設しており宿泊も可能。現在、株式会社ワクワクたかやまが指定管理者として管理運営を行っている。

## 施設
- 駐車場（小型車122台、大型車2台、バリアフリー1台）
- トイレ
- 情報コーナー
- 高山温泉ふれあいプラザ
  - 特産販売所
  - 食事処
  - 内風呂
  - 露天風呂
  - 屋外、屋外プール
  - 休憩所
  - 個室
  - マッサージ室
  - 岩盤浴
  - プレイゾーン
- コテージ

## 温泉
2種類の温泉を使用。
1. 内風呂
  - 源泉名: 高山温泉 いぶきの湯
  - 沸出地: 群馬県吾妻郡高山村大字中山字山口3999-1
  - 泉質: 塩化物温泉
  - 効能: 神経痛、筋肉痛、五十肩、運動麻痺、疲労回復、冷え性、慢性皮膚病等
2. 露天風呂
  - 源泉名: 高山温泉 ロマンの湯
  - 沸出地: 群馬県吾妻郡高山村大字中山字山口2360-2
  - 泉質: メタけい酸含有量が温泉法の限界値を超えたために温泉法第2条にいう「温泉」に該当しているものと認める。

## 休館日
- 毎月10日（翌日になる場合あり）

## 周辺
- 高山郵便局（群馬県高山村）
- 赤根峠